# Andrej Dimitrijević
Andrej Dimitrijević (Zagreb, 1984.) hrvatski je istraživački novinar.

## Obrazovanje
Završio je Gimnaziju Lucijana Vranjanina te potom upisao studij novinarstva na Fakultetu političkih znanosti u Zagrebu na kojemu je i diplomirao, smjer tisak i televizija. Na fakultetu je radio kao demonstrator u televizijskom studiju. 

## Novinarski rad
Prvi posao u novinarstvu dobio je na HRT-u 2008. godine, surađujući u emisiji Dobro jutro, Hrvatska.
Usporedno je radio u nekoliko HRT-ovih mozaičnih emisija istovremeno snimajući, montirajući i pišući priloge, a kasnije prelazi u informativni program. Nakon HRT-a odlazi na RTL gdje radi u informativnom programu. Početkom 2019. prelazi na Telegram. Na Fakultetu političkih znanosti predaje Novinarstvo u međumedijskom okruženju i Istraživačko novinarstvo i Uređivanje u praksi na VERN'-u.  
Sredinom srpnja 2019. otkrio je kako je tadašnja ministrica Gabrijela Žalac posao izrade softwarea od 13 milijuna kuna dala tvrtki s jednim zaposlenim, koja je pritom dugo bila u blokadi. Zbog sumnje na aferu, Dimitrijević je kontaktirao OLAF i Europski ured za borbu protiv prijevara. Gabrijela Žalac uhićena je 2021. godine nakon istrage provedene po nalogu Ureda europskog javnog tužitelja.

## Nagrade i priznanja
Zbog serijala istraživačkih članaka o imovini ministara Lovre Kuščevića i Milana Kujundžića, dobitnik je dvostruke nagrade HND-a., one za istraživačko novinarstvo Jasna Babić i nagrade Marija Jurić Zagorka za internetsko novinarstvo.
Dobio je Velebitsku degeniju, nagradu HND-a za najbolje novinarske radove o zaštiti prirode i okoliša 2022.